# Захист Лужина (фільм)
Захист Лужина – (англ. The Luzhin Defence) романтична драма режисера Марлен Горріс. Прем’єра фільму, знятого за мотивами однойменного роману Володимира Набокова, відбулася 8 вересня 2000 року.

## Сюжет
Дія фільму розгортається у двадцяті роки 20-го сторіччя. На шаховий турнір до Італії приїжджає шаховий гросмейстер Олександр Іванович Лужин. В готелі він з першого погляду  закохується в російську аристократку Наталію Каткову та майже відразу пропонує їй вийти за нього заміж. Між ними встановлюються стосунки, але рідні Наталії намагаються відмовити її від знайомства з дивакуватим шахістом. 
Тим часом турнір починається для Лужина не дуже вдало. Він зустрічає свого колишнього шахового наставника Валентинова, який налаштований проти нього та намагається психологічно тиснути на Олександра.  
Проте з подальшим розвитком стосунків з Наталією, Лужин стає дедалі впевненішим у собі та виходить у фінал турніру. Перед початком фіналу він намагається знайти захист від атак гросмейстера Тураті, свого суперника. Ці події перемежовуються зі спогадами Лужина про своє дитинство, в якому трапилася смерть матері, та часті заборони грати в улюблені шахи.
У фіналі Лужин витрачає свій час, але встигає відкласти партію. На фоні нервового виснаження він потрапляє на лікування у психіатричну клініку, де лікарі повідомляють про необхідність надалі відмовитися від шахів. Наталія доглядає за Олександром та вони готуються до весілля. Але коли Олександр їде до Наталії, його перехоплює Валентинов, який намагається вмовити Лужина продовжити відкладену партію. Лужин тікає, повертається до готелю та закінчує життя самогубством, вистрибнувши з вікна.
Наталія находить його записи із варіантами захисту проти ймовірних шахових атак Тураті та по цих записах закінчує партію Лужина перемогою. 

## Нагороди та відзнаки
Виконавиця головної жіночої ролі Емілі Уотсон була номінована на найкращу жіночу роль на премію британського незалежного кіно та премію лондонського гуртка кінокритиків.

## Цікаві факти
Зйомки фільму проходили в Угорщині та Італії. Більшість сцен були зняті в Угорщині, у тому числі й шаховий турнір, який знімали в головному залі Музею етнографії в Будапешті. В Італії зйомки проходили у декількох місцях поблизу озера Комо.